# Plocopsylla angusticeps
Plocopsylla angusticeps är en loppart som beskrevs av Volker Mahnert 1982. Plocopsylla angusticeps ingår i släktet Plocopsylla och familjen Stephanocircidae. Inga underarter finns listade i Catalogue of Life.